# Bernard Marti
Pour les articles homonymes, voir Marti.
Bernard Marti, né le 16 avril 1943 à Paris, est un ingénieur français qui a effectué sa carrière dans le domaine de l'audiovisuel et des télécommunications. Il est notamment l'un des inventeurs du Minitel,.

## Carrière
Diplômé de l'École Polytechnique (Promotion X1963) et de l'École nationale supérieure des télécommunications, il entre à l'ORTF au Service de Études en 1968. Il met au point le premier système de création de dessins animés par ordinateur puis, en 1970, crée le laboratoire de télévision numérique et démontre les possibilités de trucage vidéo (solarisations par exemple) permises par cette nouvelle technologie. Il réalise également le premier compresseur d'image vidéo en temps réel. Il mène en parallèle des travaux sur la création de dessins animés par ordinateur et, sur une IBM1130, réalise en 1971 le programme SPIRA puis ANIM2, utilisé ensuite par l'INA, avec lequel il réalise les tout premiers morphings sur dessins vectoriels.
En 1972, il participe à la création du CCETT à Rennes où il dirige le laboratoire des Terminaux et Systèmes audiovisuels. À ce poste, il crée le système Antiope et en dérive la version interactive connue en France sous le nom de Minitel. Il crée également le système Discret, utilisé pour le démarrage du service de télévision brouillée Canal+.
En 1991, il est nommé Directeur du projet Européen dTTb, qui créera le système européen de Télévision numérique terrestre (TNT) normalisé en 1994 par l'ETSI (dite norme DVB-T) et participe à la création du consortium européen de télévision numérique (DVB). Nommé en 1997 Directeur de la Normalisation du Groupe France Télécom, il a pris sa retraite en 2005 après avoir occupé plusieurs postes électifs dans des organisations internationales (CCITT, ISO, JTC1, CEI, DAVIC (en), FS-VDSL, HGI (en) et ETSI),,.
En 2009, il déclare à propos de la concurrence entre le Minitel et Internet : « De mauvais choix commerciaux ont été faits. Les directeurs n’ont pas voulu aller vers les images ou les dessins. Du coup, Internet nous a coiffés sur le poteau. ».

## Hommages et distinctions
- Médaille André Blondel (1983)
- Prix Eiffel d'Or des Télécommunications (1990)
- IMTC Leadership and Service Awards - (2005)
- La ville de Mordelles (Ille-et-Vilaine) a décidé, le 15 mai 2017, de donner son nom à une rue située dans une zone d'activités dédié aux nouvelles technologies[7],[8].